# Turbomáquina

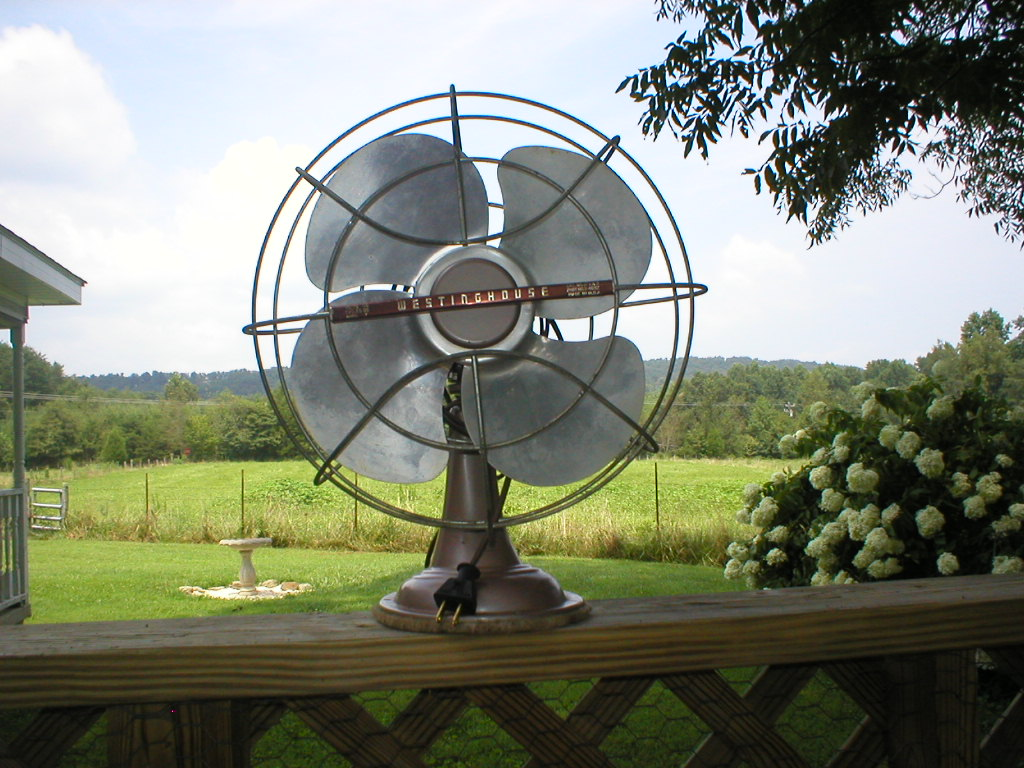
Ventilador de escritorio Westinghouse antiguo; fácilmente se puede identificar que es una turbomáquina. Obsérvese que intercambia energía con el aire que impulsa y que su parte principal es una rueda con palas.

Una turbomáquina es un mecanismo que establece un intercambio energético con una corriente fluida mediante la acción combinada de elementos fijos y elementos giratorios (el origen del vocablo turbo es latino y significa remolino). La transferencia de energía puede ser en ambos sentidos, si la máquina incrementa la energía del fluido se trata de una bomba hidráulica o compresor o si la máquina extrae energía del fluido se trata de una turbina. A diferencia de las máquinas volumétricas o de desplazamiento positivo, las turbomáquinas funcionan de manera continua, es decir, se trata de sistemas abiertos en los que la corriente fluida es continua.
Si bien la presencia del elemento giratorio es imprescindible para que la transferencia de energía sea posible entre máquina y fluido, los elementos fijos pueden no estar presentes en algunos tipos de turbomáquina como en los ventiladores. Sin embargo, en la mayoría de los casos, la presencia y forma de los elementos fijos es esencial para que la máquina cumpla su tarea.

## Conceptos básicos

### Triángulo de velocidades
En el lenguaje de las turbomáquinas se habla de triángulo de velocidades para referirse al triángulo formado por tres vectores los cuales son:
| Símbolo                    | Nombre                                          |
| -------------------------- | ----------------------------------------------- |
| {\displaystyle {\vec {c}}} | Velocidad absoluta del fluido                   |
| {\displaystyle {\vec {w}}} | Velocidad relativa del fluido respecto al rotor |
| {\displaystyle {\vec {u}}} | Velocidad lineal del rotor                      |

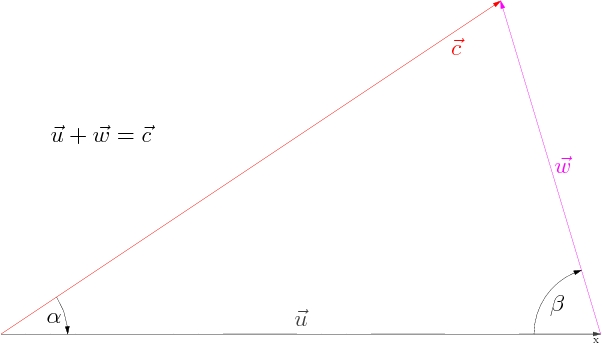
Triángulo de velocidades.

Estos tres vectores forman un triángulo ya que la suma {\displaystyle {\vec {w}}+{\vec {u}}} en un mismo punto es igual a {\displaystyle {\vec {c}}} en ese punto por leyes del movimiento relativo de la mecánica clásica (transformación de Galileo o composición de velocidades).
El ángulo entre los vectores {\displaystyle {\vec {c}}} y {\displaystyle {\vec {u}}} es denotado {\displaystyle \alpha } y el ángulo entre los vectores {\displaystyle {\vec {w}}} y {\displaystyle {\vec {u}}} es denotado {\displaystyle \beta }. Esta nomenclatura será utilizada a través de todo este artículo y es norma DIN 1331.

## Clasificación
Las turbomáquinas pueden clasificarse de acuerdo a varios criterios como funcionamiento, composición o sentido de flujo de la energía.

### De acuerdo con el sentido del flujo de energía
- Motoras: La energía es entregada por el fluido a la máquina, y esta entrega trabajo mecánico. La mayoría de las turbomáquinas motoras son llamadas «turbinas», pero dentro de este género también entran los molinos de viento. Posteriormente la energía mecánica puede ser transformada en otro tipo de energía, como la energía eléctrica en el caso de las turbinas eléctricas.
- Generadoras: La energía es entregada por la máquina al fluido, y el trabajo se obtiene de este. En este género entran las bombas, sopladores, turbocompresores, ventiladores, y otros.

### De acuerdo con la forma que presenta el fluido proyectado a través del rotor

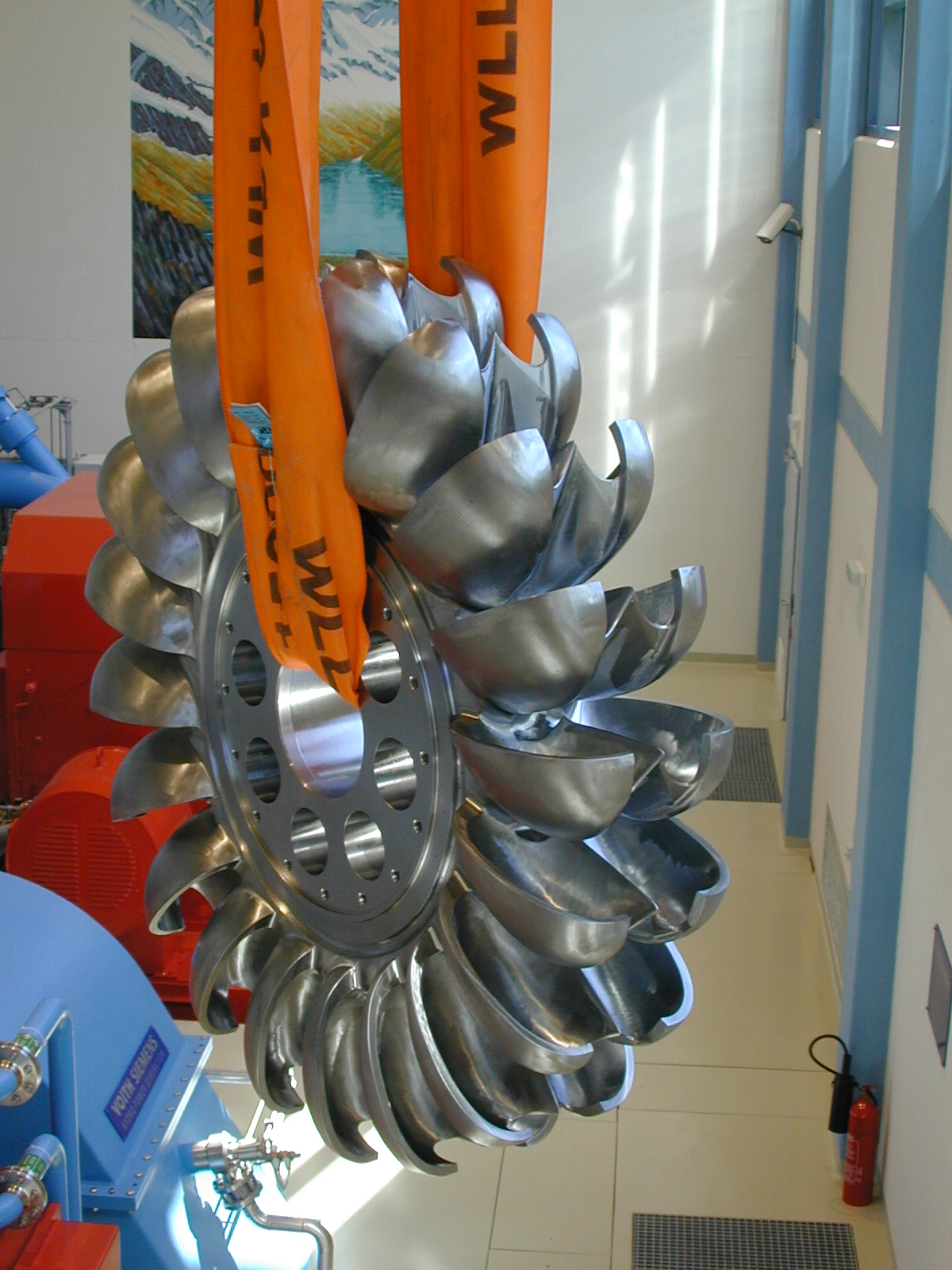
Turbina Pelton, esta es una turbomáquina transversal de admisión parcial.

- Radial: Si la trayectoria que sigue el fluido es principalmente perpendicular al eje de rotación (centrífugas o centrípetas según la dirección de movimiento). Ej: Turbina Francis.
- Axial: Cuando la trayectoria del fluido es fundamentalmente paralelo al eje de rotación. Ej: Turbina Kaplan.
- Diagonal: Flujo diagonal al eje de rotación.

### De acuerdo con el tipo de fluido que manejan
- Térmicas: Cuando el cambio en la densidad del fluido es significativo dentro de la máquina, como en compresores.
- Hidráulicas: Cuando el cambio en la densidad del fluido no es significativo dentro de la máquina, como en bombas o ventiladores.

### De acuerdo con el cambio de presión en el rotor
- Acción: no existe un cambio de presión en el paso del fluido por el rotor. Ej: Turbina Pelton.
- Reacción: existe un cambio de presión en el paso del fluido por el rotor. Ej: Turbina Francis, turbina Kaplan.

### De acuerdo con el tipo de admisión o emisión
- Total: todo el rotor es tocado por el fluido de trabajo.
- Parcial: no todo el rotor es tocado por el fluido de trabajo.

## Partes de una turbomáquina

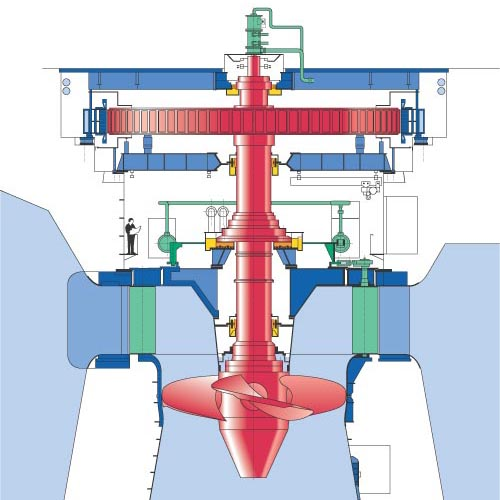
Una turbina Kaplan es una turbomáquina motora hidráulica de flujo axial. Véase en rojo las partes rotativas entre las que se encuentra, en este caso, un generador eléctrico.

Una turbomáquina consta de diversas partes y accesorios dependiendo de su tipo, aplicación y diseño. Por ejemplo un ventilador puede ser una turbomáquina que sólo conste de un árbol, motor, rotor y soporte, mientras que un compresor centrífugo o una bomba semi-axial puede tener muchas partes que incluso no comparta con las demás turbomáquinas existentes. Sin embargo, la mayoría de las turbomáquinas comparten el hecho de tener partes estáticas y rotativas; y dentro de estos conjuntos puede haber diversos elementos los cuales muchas turbomáquinas comparten y una enumeración competente puede ser la siguiente:

### Partes rotativas

#### Rodete
El Rodete es el corazón de toda turbomáquina y el lugar donde aviene el intercambio energético con el fluido. Se suelen emplear los índices 1 y 2 para establecer la entrada y salida del rodete. Está constituido por un disco que funciona como soporte a palas, también llamadas álabes, o cucharas en el caso de las turbinas Pelton. La geometría con la cual se realizan los álabes es fundamental para permitir el intercambio energético con el fluido; sobre éstas reposa parte importante del rendimiento global de toda la turbomáquina y el tipo de cambio energético generado (si la energía será transferida por cambio de presión o velocidad). Los tipos de rotores pueden ser axiales, radiales, mixtos o tangenciales, para su fácil identificación y distinción se hace uso de representaciones por proyección específicas.

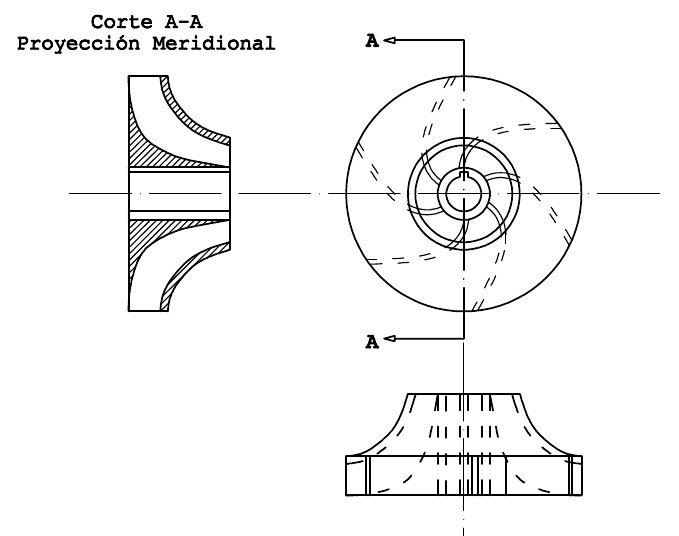
Rotor radial.
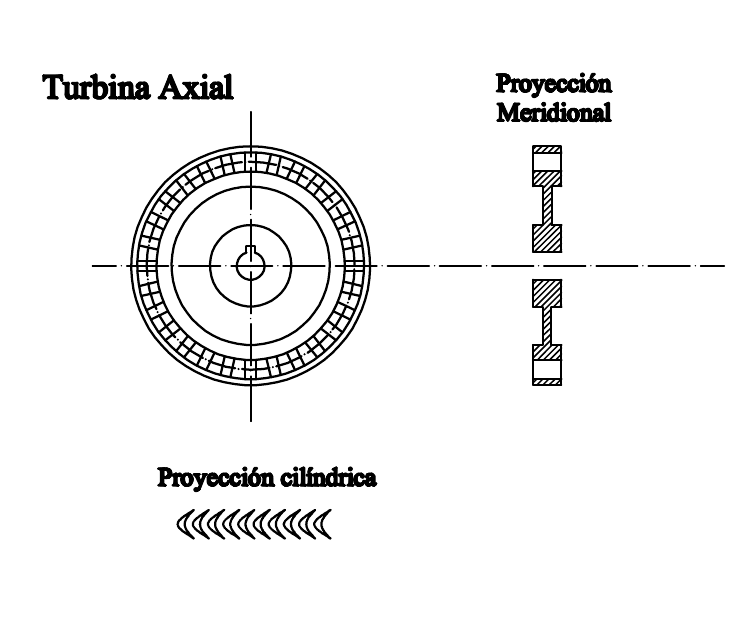
Rotor axial.

#### Eje o árbol
Tiene la doble función de trasmitir potencia (desde o hacia el rotor) y ser el soporte sobre el que yace el rotor. En el caso de las turbomáquinas motoras este siempre se encuentra conectado a alguna clase de motor, como puede ser un motor eléctrico, o incluso una turbina como es común en los turborreactores, muchas veces entre el árbol y el motor que mueve a la turbomáquina se encuentra algún sistema de transmisión mecánica, como puede ser un embrague o una caja reductora. En el caso de las turbomáquinas generadoras, es frecuente encontrar un generador eléctrico al otro extremo del árbol, o incluso hay árboles largos que soportan al rotor en el medio y en un extremo se encuentra una turbomáquina generadora y al otro un generador.

### Partes estáticas
Al conjunto de todas las partes estáticas de la turbomáquina (y en otras máquinas también) se le suele denominar estator.

#### Entradas y salidas
Estas partes son comunes en todas las turbomáquinas, pero pueden variar de forma y geometría entre todas. Existen turbomáquinas generadoras de doble admisión, es decir, que tienen dos entradas diferenciadas y una salida única de fluido. Estas partes pueden constar de una brida en el caso de la mayoría de las bombas y compresores, pero en las turbinas hidráulicas grandes, sólo son grandes tuberías y la salida muchas veces tiene forma de difusor. En los molinos de viento, por ejemplo, la entrada y la salida sólo pueden ser superficies imaginarias antes y después del rotor. El distribuidor, es el órgano cuya misión es conducir el fluido desde la sección de entrada hacia el rodete. Se suelen utilizar los índices 0 y 1 para designar las magnitudes a la entrada del distribuidor y a la salida (entrada en el rodete). Por otro lado, el difusor es un elemento que se encuentra a la salida del rodete y que disminuye la velocidad del fluido, además de acondicionar hidráulicamente el fluido para su conducción.

#### Álabes directores
También llamados palas directoras, son álabes fijos al estátor, por los cuales pasa el fluido de trabajo antes o después de pasar al rotor a realizar el intercambio energético. Muchas turbomáquinas carecen de ellos, pero en aquellas donde si figuran éstos son de vital importancia. En las turbomáquinas motoras se encargan de dirigir el fluido en un cierto ángulo, así como acelerarlo para optimizar el funcionamiento de la máquina. En las turbomáquinas generadoras se encuentran a la salida del rotor. Los álabes directores también pueden llegar a funcionar como reguladores de flujo, abriéndose o cerrándose a manera de válvula para regular el caudal que entra a la máquina.

#### Cojinetes, rodamientos o rolineras
Son elementos de máquina que permiten el movimiento del eje mientras lo mantienen solidario a la máquina, pueden variar de tipos y tamaños entre todas las turbomáquinas.

#### Sellos
Son dispositivos que impiden la salida del fluido de la turbomáquina. Cumplen una función crítica principalmente en los acoplamientos móviles como en los rodamientos. Pueden variar de tipos y ubicación dentro una turbomáquina a otra.

## Intercambio de energía entre el fluido y la turbomáquina
Cuando el fluido de trabajo pasa a través de la turbomáquina la naturaleza del intercambio de energía es muy compleja debido a la cantidad de procesos termodinámicos irreversibles que ocurren, además de la naturaleza complicada y muchas veces caótica del movimiento del fluido en el seno del rotor. Para obtener una primera consideración de este intercambio energético se deben hacer consideraciones teóricas sobre la naturaleza del fluido y su comportamiento a través del rotor, esto con la finalidad de simplificar el modelado matemático del fluido en su paso por el rotor.
- El fluido que pasa por el rotor es un fluido potencial.
- Todas las líneas de corriente tienen la misma forma que cada uno de los álabes o paletas del rotor, esto sería equivalente a decir que el rotor tiene un «infinito» número de álabes.
- Las características del régimen de flujo no varían en el tiempo, es decir, el flujo se encuentra completamente desarrollado, o en otras palabras, nos encontramos en régimen permanente.

Una vez declaradas estas simplificaciones podemos aludir a las leyes de conservación de la mecánica y a la ecuación de transporte de Reynolds de manera sencilla; pero dependiendo de la trayectoria del flujo de fluido a través del rotor las formulaciones serán distintas.

### Turbomáquinas generadoras

#### Turbomáquinas radiales

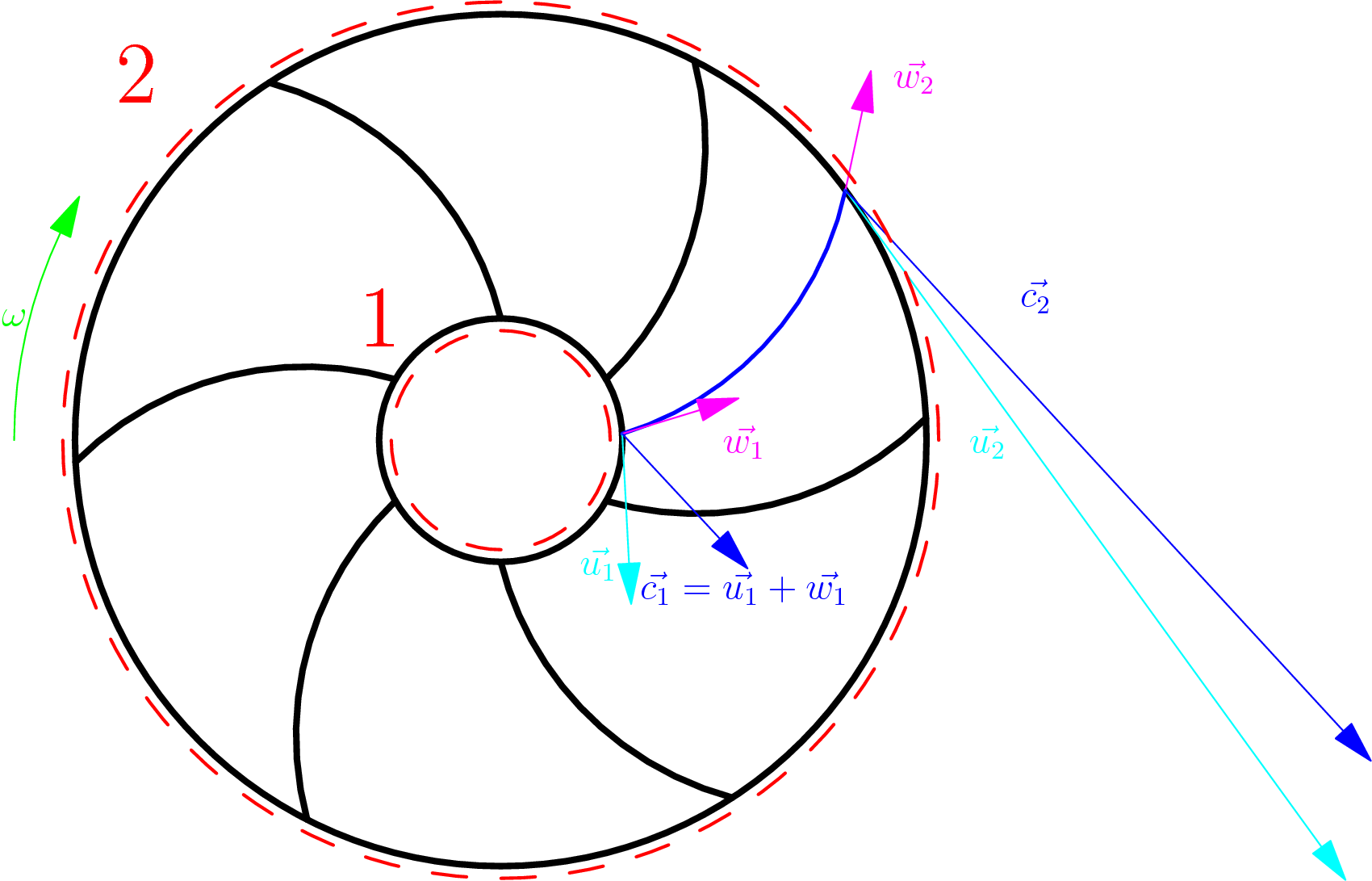
Cinemática de una turbomáquina radial generadora.

- Conservación de la cantidad de movimiento lineal:

Las fuerzas que actúan sobre el volumen de control son debidas a las presiones en la entrada y en la salida del rotor, si éstas se consideran iguales en toda la salida e iguales en toda la entrada, entonces las fuerzas lineales quedan anuladas por cuestión de simetría.
- Conservación de la cantidad de movimiento angular:

En este caso se define la propiedad extensiva momento angular como {\displaystyle {\vec {H}}=\int ({\vec {r}}\times {\vec {c}})dm}, y su análoga propiedad intensiva será {\displaystyle {\vec {r}}\times {\vec {c}}}, donde {\displaystyle {\vec {c}}} es el campo vectorial de velocidades y {\displaystyle {\vec {r}}} un radio vector desde la referencia hasta cada diferencial de masa {\displaystyle dm}.
La ecuación de transporte de Reynolds relaciona el cambio de momento angular en el tiempo, que por leyes de la mecánica es igual a la suma de momentos aplicados, con su análoga propiedad intensiva que definimos arriba de la siguiente manera:
{\displaystyle {\frac {d{\vec {H}}}{dt}}=\Sigma {\vec {M}}={\frac {\partial }{\partial t}}\int \rho ({\vec {r}}\times {\vec {c}})dV+\int \rho ({\vec {r}}\times {\vec {c}}){\vec {c}}d{\hat {s}}}
Como se supone que la situación es de flujo estable, ningún término depende del tiempo, por lo cual el primer sumando del lado derecho de la ecuación se hace cero. El siguiente sumando es una integral que se evalúa en toda la superficie de control y se supondrá que el rotor es de una turbomáquina generadora:
{\displaystyle \int \rho ({\vec {r}}\times {\vec {c}}){\vec {c}}d{\hat {s}}=-\int \rho _{1}({\vec {r_{1}}}\times {\vec {c_{1}}}){\vec {c_{1}}}d{\hat {s_{1}}}+\int \rho _{2}({\vec {r_{2}}}\times {\vec {c_{2}}}){\vec {c_{2}}}d{\hat {s_{2}}}}
el vector {\displaystyle {\vec {c}}} puede escribirse en coordenadas cilíndricas como {\displaystyle c\sin \alpha {\hat {r}}+c\cos \alpha {\hat {\theta }}} lo que permite llegar a la siguiente expresión:
{\displaystyle \Sigma {\vec {M}}=-\int \rho _{1}r_{1}c_{1}\cos(\alpha _{1})c_{1}\sin(\alpha _{1})r_{1}d\theta dz{\hat {r}}+\int \rho _{2}r_{2}c_{2}\cos(\alpha _{2})c_{2}\sin(\alpha _{2})r_{2}d\theta dz{\hat {r}}}
Por las suposiciones anteriores se puede considerar a la velocidad {\displaystyle {\vec {c}}} independiente de {\displaystyle \theta } y de {\displaystyle z} ya que todas las líneas de corriente son iguales; esto permite evaluar estas integrales así:
{\displaystyle \Sigma {\vec {M}}=-2\pi r_{1}b\rho _{1}c_{1}\sin(\alpha _{1})r_{1}\cos(\alpha _{1}){\hat {r}}+2\pi r_{2}b\rho _{2}c_{2}\sin(\alpha _{2})r_{2}\cos(\alpha _{2}){\hat {r}}}
Donde {\displaystyle b} es el grueso del rotor. Como el régimen es estable se cumple que la misma masa que entra sale, es decir {\displaystyle {\dot {m_{1}}}={\dot {m_{2}}}=\int \rho {\vec {c}}d{\hat {A}}}. Esta integral representa el producto de la densidad del fluido por el área en la que evaluamos la integral por la componente de la velocidad normal a esta área, por lo tanto si {\displaystyle {\dot {m}}} es el flujo másico que circula a través del rotor se puede escribir:
{\displaystyle {\vec {M}}={\dot {m}}[c_{2}r_{2}\cos(\alpha _{2})-c_{1}r_{1}\cos(\alpha _{1})]}
Donde {\displaystyle {\vec {M}}} es la totalidad de los momentos aplicados sobre el volumen de control, y se resumen en el torque aplicado por el rotor para mantener el flujo de fluido. Para obtener datos energéticos en vez de mecánicos recurrimos a la definición de potencia {\displaystyle N=M\omega }, donde {\displaystyle \omega } es la velocidad angular y podemos reescribir la anterior relación mecánica como una relación energética:
{\displaystyle N={\dot {m}}[u_{2}c_{2}\cos(\alpha _{2})-u_{1}c_{1}\cos(\alpha _{1})]}
Esta ecuación es conocida como la ecuación general de las turbomáquinas y fue hallada por Euler en 1754.

#### Turbomáquinas axiales (T.M.A.)
En la formulación euleriana de las turbomáquinas axiales se supone, además de las simplificaciones teóricas declaradas más arriba, que la altura de las palas es muy pequeña en relación con el diámetro del rotor. Esta suposición implica necesariamente que la diferencia de la velocidad periférica a lo largo de las palas es muy pequeña, así haremos un análisis del intercambio de cantidad de movimiento de una proyección cilíndrica imponiendo que la velocidad periférica es la misma a lo largo de cada uno de los álabes.

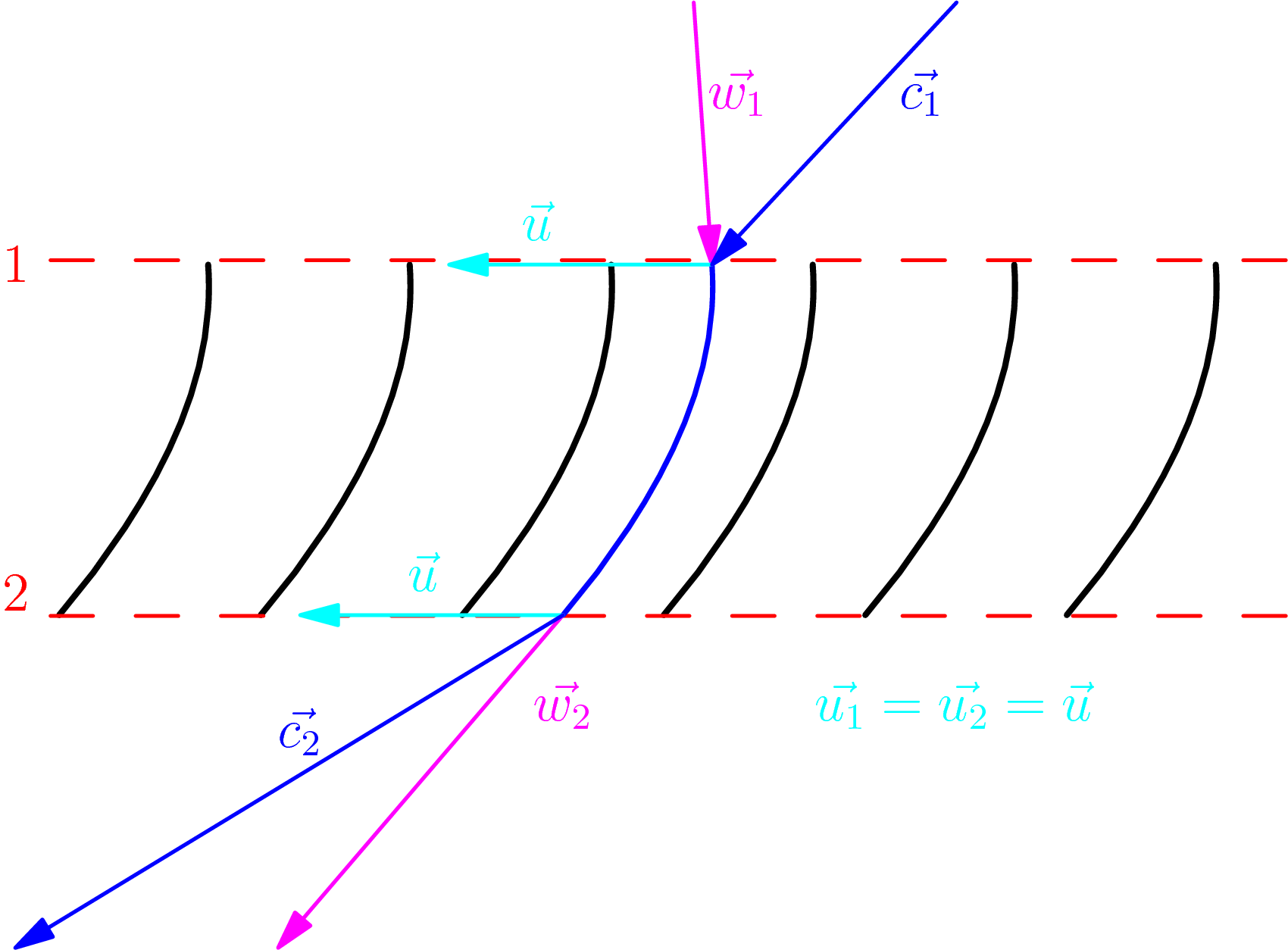
Triángulos de velocidades.

En vez de utilizar la ecuación de transporte de Reynolds, que sería completamente válida y concluiría exactamente lo mismo, haremos un análisis de fuerzas más sencillo para dar otra perspectiva al lector.
A efectos del intercambio de energía con el rotor, el cambio de cantidad de movimiento en dirección de {\displaystyle {\vec {u_{1}}}={\vec {u_{1}}}={\vec {u_{2}}}={\vec {u_{2}}}={\vec {u}}} es el que determinan la fuerza tangenciales({\displaystyle F_{tan}}) sobre la periferia del rotor (véase figura anexa), es decir:
{\displaystyle F_{tan}={\dot {m}}(\vert {\vec {c_{2}}}\vert cos(\alpha _{2})-\vert {\vec {c_{1}}}\vert cos(\alpha _{1}))}
Para determinar la potencia suministrada por la máquina al fluido (recuérdese que estamos hablando de turbomáquinas motoras), multiplicamos a ambos lados por el radio del rotor{\displaystyle r} y por la velocidad angular del mismo {\displaystyle \omega }, de esta forma, en el lado derecho de la igualdad anterior se tendrá la velocidad periférica:
{\displaystyle N={\dot {m}}u(c_{2}cos(\alpha _{2})-c_{1}cos(\alpha _{1}))}

### Turbomáquinas motoras/generadoras
El desarrollo hecho arriba para determinar la transferencia de energía fue hecho, como ya dijimos, para turbomáquinas generadoras, es decir, la energía del fluido aumenta luego de pasar por el rotor de la turbomáquina. Para el caso de turbomáquinas motoras, en las cuales el fluido del trabajo le cede energía a la máquina éstas ecuaciones siguen siendo válidas, pero el signo de la potencia será negativo. Para evitar esto, es costumbre en el estudio y práctica de las turbomáquinas cambiar el signo de la ecuación invirtiendo los términos algebraicos de lado derecho de la igualdad de Euler:
- Turbomáquinas motoras radiales:

{\displaystyle N={\dot {m}}[u_{1}c_{1}\cos(\alpha _{1})-u_{2}c_{2}\cos(\alpha _{2})]}
- Turbomáquinas motoras axiales:

{\displaystyle N={\dot {m}}u[c_{1}cos(\alpha _{1})-c_{2}cos(\alpha _{2})]}
En todo caso, para turbomáquinas motoras y generadoras, se puede observar que la ecuación para las turbomáquinas radiales es completamente general.

### Consecuencias de la ecuación general de las turbomáquinas
De esta ecuación fundamental se desprenden muchas interpretaciones del fenómeno de intercambio energético que se desarrolla en el rotor, el cual hemos evidenciado estar determinado por la cinemática del fluido en el rodete. De ahora en adelante, en este parágrafo nos referiremos a turbomáquinas generadoras y dejamos al lector la extrapolación de los conceptos a las turbomáquinas motoras.
En primer lugar, el concepto de triángulo de velocidades enunciado más arriba, permite reescribir la ecuación de Euler:
{\displaystyle L=[u_{2}c_{2}\cos(\alpha _{2})-u_{1}c_{1}\cos(\alpha _{1})]}
Donde {\displaystyle L} se conoce como labor o trabajo por unidad de masa que pasa al fluido, también conocido como trabajo específico. Luego, si aplicamos el teorema del coseno al triángulo de velocidades obtendremos la siguiente expresión.
{\displaystyle w^{2}=c^{2}+u^{2}-2cu\cdot cos(\alpha )}
{\displaystyle cu\cdot cos(\alpha )={\frac {c^{2}}{2}}+{\frac {u^{2}}{2}}-{\frac {w^{2}}{2}}}
Si sustituimos en la ecuación general obtendremos una expresión del trabajo específico únicamente en función de los cambios de velocidades al cuadrado, es decir formas de energía cinética:
{\displaystyle L={\frac {{c_{2}}^{2}-{c_{1}}^{2}}{2}}+{\frac {{u_{2}}^{2}-{u_{1}}^{2}}{2}}+{\frac {{w_{1}}^{2}-{w_{2}}^{2}}{2}}}

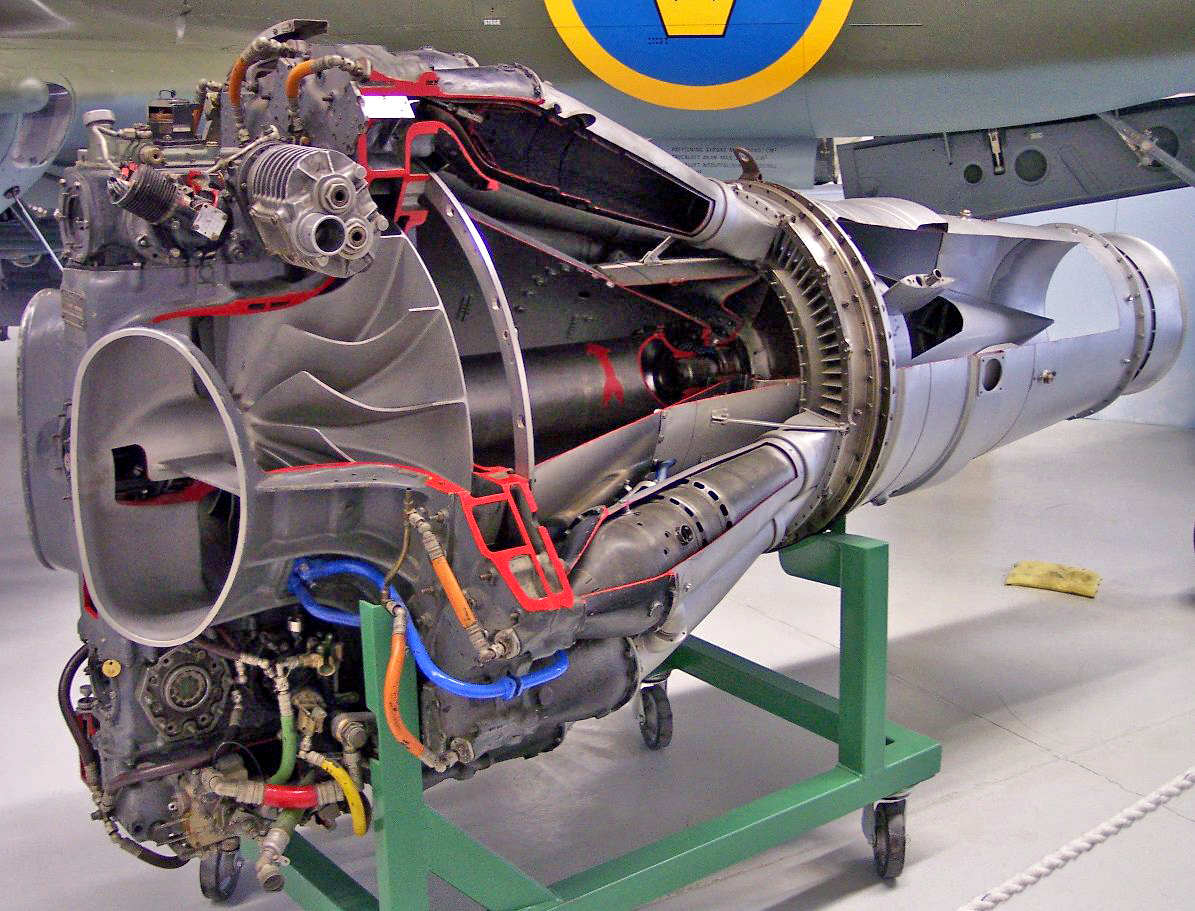
Turborreactor Rolls Royce, donde puede observarse la admisión de aire a la izquierda y el fluido que sale por los extremos del rotor hacia la cámara de combustión.

De los tres términos de esta ecuación, el primero es conocido como componente dinámico, y es el cambio de energía cinética específica sufrido por el fluido en el rotor. Los otros dos términos restantes reciben el nombre de componente estático, y para encontrar su significado se necesita recurrir a un balance entre la energía del fluido y el trabajo entregado por el rotor:
{\displaystyle \overbrace {h_{2}-h_{1}} ^{\mbox{cambio de entalpía}}+\underbrace {{\frac {{c_{2}}^{2}}{2}}-{\frac {{c_{1}}^{2}}{2}}} _{\mbox{cambio de energía cinética}}=\overbrace {\frac {{c_{2}}^{2}-{c_{1}}^{2}}{2}} ^{\mbox{componente dinamica}}+\underbrace {{\frac {{u_{2}}^{2}-{u_{1}}^{2}}{2}}+{\frac {{w_{1}}^{2}-{w_{2}}^{2}}{2}}} _{\mbox{componente estática}}}
En el cambio de energía del fluido no aparece la energía potencial gravitatoria: efectivamente, los cambios de cota en el rodete son ínfimos en comparación con los demás cambios energéticos, por lo cual este término se desprecia. Además, esta ecuación es independiente del tipo de fluido que pasa por la turbomáquina, si este fuese incompresible el cambio entálpico sería igual al cambio de presión únicamente.
La expresión anterior revela, que la componente estática de la energía suministrada al fluido por la turbomáquina, es equivalente al cambio entálpico del fluido en su paso por el rotor, y este cambio entálpico es proporcional a un cambio de presión. Es decir, existen dos formas fundamentales en que una turbomáquina puede entregar energía a un fluido, en forma de energía cinética y en forma de presión. Es importantísimo notar que todo cambio de presión implica un cambio de entalpía.
{\displaystyle L=\overbrace {\frac {{c_{2}}^{2}-{c_{1}}^{2}}{2}} ^{\mbox{cambio de energía cinética}}+\underbrace {{\frac {{u_{2}}^{2}-{u_{1}}^{2}}{2}}+{\frac {{w_{1}}^{2}-{w_{2}}^{2}}{2}}} _{\mbox{cambio de presion}}}
Consideraciones posteriores sobre esta fórmula arrojan pistas sobre qué forma debe tener la corriente de fluido en el rotor para maximizar el trabajo euleriano que se entrega al fluido, y una obvia es minimizar todos los términos que tengan un signo menos. De hecho, casi todas las turbomáquinas generadoras radiales son centrífugas y todas las turbomáquinas motoras radiales son centrípetas, así la velocidad periférica de entrada y salida se minimiza correspondientemente.

### Grado de reacción
La idea de que la transferencia de energía entre el fluido y el rodete se realiza bajo forma de energía cinética y de energía de flujo (el término {\displaystyle pv}, o también el cambio de presión, lo que implica un cambio de entalpía) lleva a la definición de grado de reacción, que es la fracción de energía total entregada al fluido que es dada en forma de presión:
{\displaystyle R={\frac {\mbox{energía entregada en forma de presión}}{\mbox{energía total entregada}}}}
La magnitud física presión (fuerza por unidad de área) no tiene un significado energético directo, en cambio esta está íntimamente ligada a la entalpía, la cual si tiene un grandísimo significado energético. Por esta razón en el lenguaje de las turbomáquinas es frecuente hablar de cambios de presión para referirse a cambios de entalpía o viceversa. Más aún, si la energía interna de un fluido varía poco en su paso por el rotor, el cambio de entalpía será proporcional al cambio de presión, y así es posible escribir otra definición de grado de reacción:
{\displaystyle R={\frac {\mbox{energía entregada en forma de entalpía}}{\mbox{energía total entregada}}}}
y por las expresiones arriba mencionadas:
{\displaystyle R={\frac {{\frac {{u_{2}}^{2}-{u_{1}}^{2}}{2}}+{\frac {{w_{1}}^{2}-{w_{2}}^{2}}{2}}}{{\frac {{c_{2}}^{2}-{c_{1}}^{2}}{2}}+{\frac {{u_{2}}^{2}-{u_{1}}^{2}}{2}}+{\frac {{w_{1}}^{2}-{w_{2}}^{2}}{2}}}}}

### Limitaciones de la Teoría Euleriana
La descripción dada arriba del intercambio energético dado en el paso del fluido de trabajo por el seno del rodete de la turbomáquina se conoce como teoría euleriana. Esta teoría resulta satisfactoria en muchos casos, en los cuales son válidas la suposiciones efectuadas para concluir la ecuación fundamental de las turbomáquinas. Por otro lado cuando estas suposiciones no son verificadas no es posible obtener una descripción satisfactoria a partir de la teoría euleriana, y en cada caso se deben tomar las medidas competentes para realizar un diseño correcto.

#### Álabes largos
Tal como ocurre en las etapas de baja presión dentro de las turbinas de vapor, en muchos casos, las palas de una turbomáquina axial pueden llegar a sar tan largas que exigen un análisis tridimensional completo del intercambio de cantidad de movimiento.

#### Álabes muy distanciados entre ellos en relación al diámetro del rotor
Si los álabes de una turbomáquina axial están muy distanciados, se pierde el efecto de «canal» que permite la suposición de tener un «número infinito de álabes», entonces las fuerzas intercambiadas entre el fluido y el rotor deben ser estudiadas desde la perspectiva de la teoría alar.

## Rendimiento de las Turbomáquinas
En las turbomáquinas el concepto de rendimiento es de suma importancia. El rendimiento o eficiencia, puede verse como la razón existente entre los beneficios que pueden obtenerse idealmente de una máquina y aquellos que son obtenidos en la realidad. En otras palabras el rendimiento total de una turbomáquina se define como la razón entre la potencia restituida y la potencia absorbida:
{\displaystyle \eta _{total}={\frac {\mbox{potencia restituida}}{\mbox{potencia absorbida}}}}
En las turbomáquinas motoras la potencia absorbida es toda aquella entregada por el fluido de trabajo en su paso por la máquina, y la potencia restituida es aquella que se encuentra en el eje del rotor. Al contrario ocurre en las turbomáquinas generadoras, ya que la potencia absorbida se encuentra en el eje del rotor, y la energía restituida es aquella que es entregada efectivamente al fluido de trabajo.
El discurso sobre el rendimiento utiliza ampliamente los conceptos de la termodinámica. La primera ley de la termodinámica nos indica que la potencia restituida jamás podrá ser mayor a la potencia absorbida, ya que esto implicaría la creación espontánea de energía. La segunda ley de la termodinámica nos dice que la potencia absorbida siempre será mayor que la potencia restituida, ya que la energía se suministra al fluido en un número finito de etapas (es un proceso irreversible). De esta forma podemos afirmar que
{\displaystyle \eta _{total}<1}
De esta manera, por ejemplo, para que un compresor axial entregue una cantidad {\displaystyle E_{\mbox{entregada}}} (energía restituida por la máquina) de energía a un fluido, este deberá absorber una cantidad de energía {\displaystyle E_{\mbox{absorbida}}} definitivamente mayor a la entregada efectivamente al fluido de trabajo. La diferencia entre la energía absorbida y la energía restituida se conoce con el nombre de pérdidas:
{\displaystyle E_{\mbox{absorbida}}-E_{\mbox{entregada}}=E_{\mbox{perdida}}}
Podemos escribir la misma relación para la potencia derivando respecto al tiempo:
{\displaystyle N_{\mbox{absorbida}}-N_{\mbox{entregada}}=N_{\mbox{perdida}}}
La potencia perdida es aquella que resulta invertida en otros fenómenos distintos a aquellos deseados para los fines de la turbomáquina, que es entregar energía útil al fluido. Así la potencia perdida resulta en el calentamiento del fluido, vencer las fuerzas viscosas dentro del fluido, etc. Para simplificar el estudio de la eficiencia o rendimiento se clasifican diversos tipos de rendimiento, cada uno asociado a un fenómeno distinto de pérdida de energía.

## Estudio adimensional de las turbomáquinas
Más arriba hemos dado luces acerca de la complejidad de la dinámica del fluido de trabajo en su paso por la turbomáquina, de hecho las ecuaciones que predicen el movimiento del fluido son de tal complejidad que aún no se conoce una solución general, sino soluciones particulares que requieran grandes simplificaciones, que sin embargo aportan mucha información sobre el verdadero comportamiento del fluido. A su vez, la construcción comercial de turbomáquinas ya había empezado antes de que éstas ecuaciones se conocieran, o fueran difundidas en la comunidad científica e ingenierística, por lo cual los constructores de turbomáquinas se vieron obligados en buscar un método práctico de modelar estas máquinas. Un método obvio es la construcción de modelos, y la correlación entre modelos está determinada por la teoría de la similitud y el análisis dimensional.
La naturaleza experimental de la construcción de máquinas lleva a la construcción de modelos, luego la correlación entre los modelos y su equivalente real está determinado por los modelos teóricos ya mencionados, especialmente a través del teorema π de Vaschy-Buckingham.
Más aún, Baljie encontró que si dos máquinas símiles tienen el mismo rendimiento, entonces cada tipo de turbomáquina tiene un lugar «adimensional» de máximo rendimiento.